# Tomopennis tumidus
Tomopennis tumidus är en insektsart som beskrevs av Maldonado-capriles 1984. Tomopennis tumidus ingår i släktet Tomopennis och familjen dvärgstritar. Inga underarter finns listade i Catalogue of Life.